# Charles Frédéric Girard

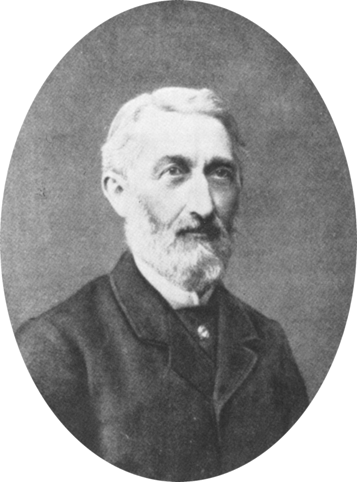
Charles Frédéric Girard.

Charles Frédéric Girard (* 8. März 1822 in Mülhausen im Elsass; † 29. Januar 1895 in Neuilly-sur-Seine) war ein französisch-amerikanischer Arzt und Zoologe.
Er studierte Biologie in Neuenburg in der Schweiz. Sein Professor war Louis Agassiz, der ihn 1847 als Assistent an die Harvard University in die USA mitnahm. Drei Jahre später engagierte ihn Spencer Fullerton Baird im Smithsonian, um ihn an der immer größer werdenden Sammlung von Reptilien, Amphibien und Fischen des Instituts arbeiten zu lassen. Er arbeitete dort zehn Jahre lang und brachte einige Publikationen heraus, von denen viele in Zusammenarbeit mit Baird entstanden. 1854 wurde er als US-Bürger vereidigt.
Neben seiner Arbeit im Smithsonian schaffte er es, Medizin an der Georgetown University in Washington, D. C. zu studieren, wo er 1856 promovierte. 1859 kehrte er zum ersten Mal wieder nach Frankreich zurück, um den Cuvier-Preis des Institut de France für seine Arbeit über nordamerikanische Fische und Reptilien zu erhalten. Als der Sezessionskrieg ausbrach, schloss sich Girard den konföderierten Truppen an und arbeitete als Chirurg.
Nach dem Krieg ließ er sich wieder in Frankreich nieder, wo er als Arzt arbeitete und während des Deutsch-Französischen Krieges als Militärarzt praktizierte und eine wichtige Arbeit über Typhus publizierte. Girard war noch bis ca. 1880 als Arzt tätig und publizierte danach noch einige naturhistorische Arbeiten.
Er trat 1891 in den Ruhestand und starb 1895 im Alter von 73 Jahren in Neuilly-sur-Seine.
Er war der Erstbeschreiber von 55 Arten der Reptilien und vieler Amphibien.